# Jak Habib
Jak Habib (Kasimpasa, 26 aprile 1912 – Kasimpasa, 9 febbraio 1995) è stato un cestista turco.

## Carriera
In carriera ha giocato nel Barkhoba e nel Fenerbahçe. Alle Olimpiadi del 1936 ha disputato due partite con la maglia della Turchia.